# کارینه اوهانیان
کارینه روبرتی اوهانیان (ارمنی: Կարինե Ռոբերտի Օհանյան؛ انگلیسی: Karine Ohanyan؛ زادهٔ ۱ ژوئیهٔ ۱۹۵۲) نوازنده پیانو، آموزگار اهل ارمنستان است. وی از سال میلادی تاکنون مشغول فعالیت بوده‌است.

## زندگی‌نامه
وی در ۱ ژوئیه ۱۹۵۲ در ایروان به دنیا آمد و از مدرسه موسیقی سایات‌نووا و کنسرواتوار دولتی چایکوفسکی مسکو (۱۹۷۶) فارغ‌التحصیل گشت. وی در کنسرواتوار دولتی کومیتاس ایروان و هنرستان موسیقی چایکوفسکی ایروان فعالیت می‌کرد. وی همچنین برنده جوایزی همچون هنرمند شایسته ارمنستان شوروی (۱۹۸۷) شد.